# Skogskyrkogården (metropolitana di Stoccolma)
Skogskyrkogården è una stazione della metropolitana di Stoccolma.

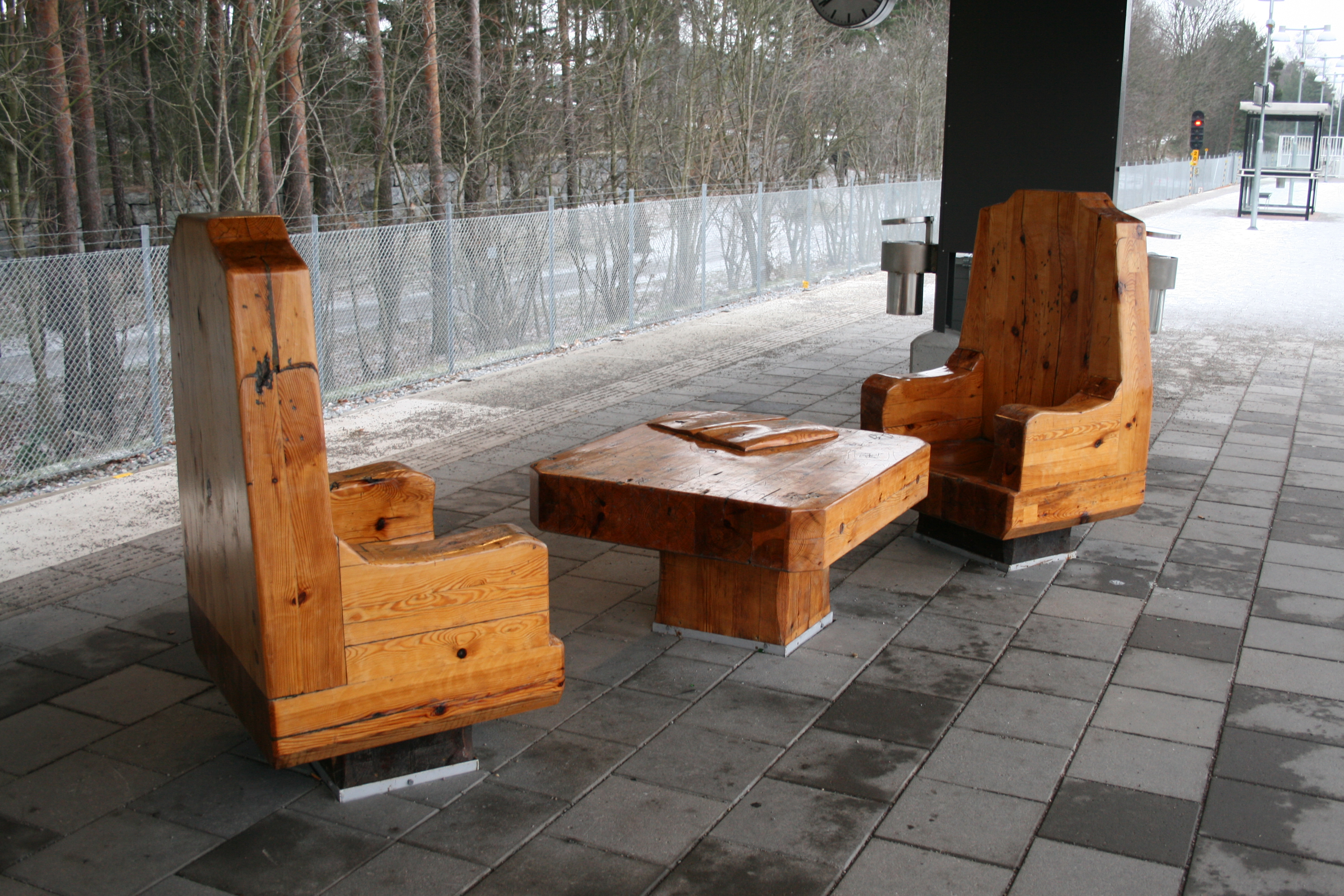
Dettaglio della banchina.

È localizzata in prossimità del cimitero di Skogskyrkogården (da cui prende nome la stazione) nel distretto di Gamla Enskede, ed è situata sulla linea verde della rete metroviaria locale, tra le fermate Sandsborg e Tallkrogen.
Fu inaugurata in data 1º ottobre 1950, e fu inizialmente chiamata "Kyrkogården", prima del passaggio all'attuale denominazione, avvenuto il 19 novembre 1958.
Non si tratta di una fermata sotterranea: banchine e binari sono infatti localizzati in superficie. La stazione ospita una scultura di Hans Bartos risalente al 1975. La distanza che la separa dalla stazione di Slussen è di circa 5 chilometri.
L'utilizzo medio quotidiano durante un normale giorno feriale è pari a 2.100 persone circa.

## Tempi di percorrenza
| Linea | Capolinea     | Tempo  | Stazione                                                 | Tempo                            |
| T18   | Alvik         | 30 min | Skärmarbrink Gullmarsplan Slussen Gamla stan T-Centralen | 5 min 7 min 11 min 12 min 16 min |
| T18   | Farsta strand | 11 min | Skärmarbrink Gullmarsplan Slussen Gamla stan T-Centralen | 5 min 7 min 11 min 12 min 16 min |